# Педра-Азул (мікрорегіон)

Педра-Азул на карті штату Мінас-Жерайс

Педра-Азул (порт. Microrregião de Pedra Azul) — мікрорегіон у Бразилії, входить до штату Мінас-Жерайс. Складова частина мезорегіону Жекітіньонья. Населення становить 86 759 осіб на 2006 рік. Займає площу 5068,881 км². Густота населення — 17,1 ос./км².

## Склад мікрорегіону
До складу мікрорегіону включені такі муніципалітети:
1. Кашуейра-ді-Пажеу
2. Комерсінью
3. Ітаобін
4. Медіна
5. Педра-Азул

| Бразилія | Це незавершена стаття з географії Бразилії. Ви можете допомогти проєкту, виправивши або дописавши її. |